# Giovanni Improta
Giovanni Improta (né le 22 janvier 1948 à Naples) est un footballeur italien.

## Biographie
Giovanni Improta commença sa carrière en tant que milieu de terrain au SSC Naples en 1967, où il termina 2e de Serie A en 1978. 
Il connut de nombreux clubs (SPAL Ferrara, SSC Naples, Sampdoria Gênes, US Avellino, US Catanzaro et US Lecce) et il remporta une Serie B en 1976 avec l'US Catanzaro et fut vice-champion en 1978. Il arrêta sa carrière en 1983, après avoir finir sa saison avec le club de Unione Sportiva Frattese (it), en C2. 
En 2007-2008, il fait partie des dirigeants du club de US Catanzaro.

## Clubs
- 1967-1968 : SSC Naples
- 1968-1969 : SPAL Ferrara
- 1969-1973 : SSC Naples
- 1973-1974 : Sampdoria Gênes
- 1974-1975 : US Avellino
- 1975-1979 : US Catanzaro
- 1979-1980 : SSC Naples
- 1980-1982 : US Lecce
- 1982-1983 : Unione Sportiva Frattese (it)

## Palmarès
- Championnat d'Italie de football
  - Vice-champion en 1968
- Championnat d'Italie de football Serie B

- - Champion en 1976
  - Vice-champion en 1978